# جملوكية
الجملوكية أو الجملكية وتلفظ أحياناً جمركية هو مصطلح مستحدث يمزج بين كلمتي الجمهورية والملكية. يستخدم عادة بطريقة ساخرة لوصف أنظمة تدع انها جمهورية ولكن تشبه المملكة سياسيا وخاصة في قضية توريث الحكم.

## امثلة
تعتبر سوريا جملكية حيث ورث بشار الأسد الحكم من ابيه حافظ مع ان سوريا تصنف كجمهورية. اليمن ومصر والجزائر وتونس قيل أيضا انها جملكيات مع انه لم يحدث فيها توريث واضح والسبب يعود إلى ان حكام هذه الدول وضعوا أولادهم في مناصب عليا في السياسة.